# Барбашин, Василий Иванович
Князь Василий Иванович Барбашин — голова и опричный воевода во времена правления Ивана Грозного.

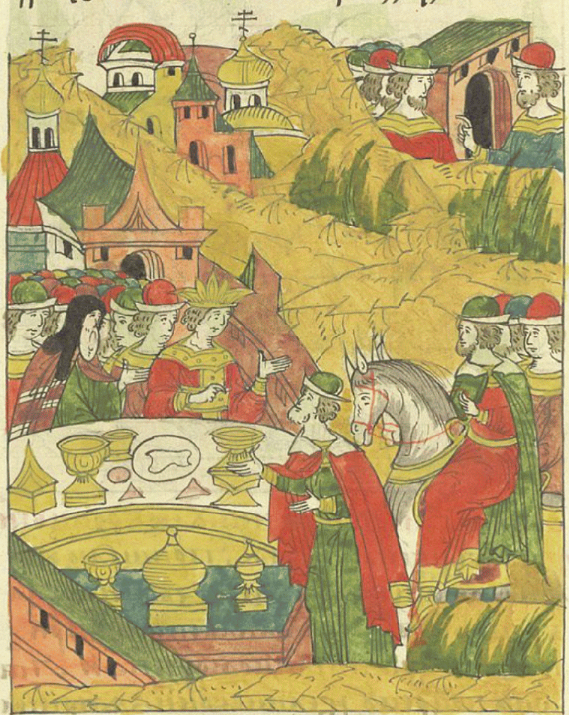
В. И. Барабашин перед царём

Рюрикович (XX колено). Из княжеского рода Барбашины, небольшой отрасли князей Шуйских, из рода князей Суздальских и Нижегородских. Сын московского боярина Ивана Ивановича Барбашина. Последний представитель фамилии Барбашиных. Имел дочь Марфу (Марию) Васильевну († 1633), которая была 3-й женой боярина Владимира Тимофеевича Долгорукова. Дочь Долгорукова и следовательно внучка князя Василия Ивановича — Мария, была 1-й женой царя Михаила Фёдоровича.

## Биография
В 1545 году третий голова Государева полка в Казанском походе.
В 1551 году пятый голова Государева полка в походе на Полоцк.
В апреле 1554 года голова в походе на Астрахань под командованием князя Ю. И. Шемякина-Пронского, где во многих боях разбили астраханских татар и покорили Астраханское ханство. В июле этого же года послан к царю Ивану Грозному с сеунчем о взятии города и посаженном на престол хане Дервиш-Али, о чём и доложил в августе в Москве.
В 1556 году принимал участие во взятии Астрахани.
В 1558-1560 годах участвовал в Ливонской войне, как 2-й голова Большого полка. В 1558 году прислан от воевод к Государю с известием об успехах русского войска против неприятеля. В январе 1560 года второй голова Большого полка под командованием князя И. Ф. Мстиславского ходил из Пскова к Резице и иным пограничным городам, а по взятии Алысту послан с небольшим войском первым посыльным воеводою под Вильянди, где принял участие в осаде города, который ему и сдался. После взятия Вильяна направлен с вооружённым отрядом к Владимирцу. В том же году в сражении около Эрмеса он разбил отряд из 1000 человек и взял в плен 11 офицеров, 120 рыцарей и главнокомандующего ландмаршала Тевтонского ордена Филиппа фон Белля.
В ноябре 1562 года упомянут есаулом во время похода на Полоцк.
В 1563 году первый воеводой в Пронске, затем первый береговой воевода сторожевого полка на Оке, откуда с этим же полком направлен в Тулу.
С сентября 1565 года годовал 1-м воеводой в Астрахани, где и упомянут в 1566 году.
В сентябре 1567 года командовал полком левой руки "на берегу" под Каширой в должности первого опричного воеводы.
В 1570 году, летом первый воевода Передового полка опричного войска в Калуге, в сентябре послан из опричнины первым прибавочным воеводою по "крымским вестям" в Хатунь для усиления уже имеющихся воевод.
В сентябре 1571 года первый воевода, командовал передовым полком в Тарусе.
В 1573 году упомянут опричником Ивана Грозного.
По родословной росписи показан бездетным, но по современным изысканиям имел дочь Марфу (Марию) Васильевну, за которую в приданое была дана вотчина сельцо Селевкино с деревнями и пустошами в Дмитровском уезде, а также сына  — князя Григория Васильевича, о котором ничего не известно и который вероятно являлся последним известным мужским представителем данной фамилии.
С его смертью пресёкся княжеский род Барбашиных.